# Реалистический театр
Реалистический театр — драматический театр, работавший в Москве. Образован в 1927 году на основе Четвёртой студии МХАТ. Ликвидирован в 1937 году путём слияния с Камерным театром.

## Предыстория. Четвёртая студия МХАТ

4-я студия МХТ. Сидят (справа налево): Н. В. Демидов, Л. И. Дмитриевская, К. М. Бабанин, за ними стоит Б. М. Тамарин

В 1921 году по инициативе группы актёров Художественного театра Георгия Бурджалова, Василия Лужского, Евгении Раевской и режиссёра Николая Демидова, была образована 4-я студия МХАТ. Расположилась студия, которую фактически возглавил Г. Бурджалов, на 1-й Тверской-Ямской улице[уточнить] и в 1922 году открылась спектаклем «Земля обетованная» по пьесе С. Моэма. 
В 1924 году, сохраняя прежнее наименование, студия была преобразована в театр; в том же году не стало Бурджалова, и некоторое время коллектив не имел руководителя. В 1925 году театр возглавил Михаил Тарханов, в то время ещё не обладавший достаточным режиссёрский опытом; позже по его приглашению пришёл режиссёр Василий Фёдоров, ученик Вс. Мейерхольда; главным художником стал другой ученик Мейерхольда — Илья Шлепянов. На сцене студии выступали, в частности, мхатовцы Мария Роксанова, Николай Плотников, Василий Новиков.

### Избранный репертуар
- 1922 — «Земля обетованная» С. Моэма.
- 1923 — «Своя семья» А. А. Шаховского, А. С. Грибоедова, И. Н. Хмельницкого
- 1925 — «На земле» П. Г. Низового
- 1926 — «Не было ни гроша, да вдруг алтын» А. Н. Островского
- 1926 — «Тартюф» Мольера
- 1927 — «Цемент» Ф. Гладкова

## История
В 1927 году Михаил Тарханов преобразовал 4-ю студию в самостоятельный коллектив — Реалистический театр. В репертуаре тех лет «Волчья стая» Ж. Тудуза (1927), «Страсть мистера Маррапита» по роману А. Хетчинсона (1927), «Последняя ставка» Ф. Ваграмова и Н. Петрашевича (1928). Постепенно нараставшие разногласия между частью труппы, стоящей на позициях прежнего реалистического направления, и сторонниками нового направления, причисляемого критиками к формалистическому, привели к уходу Тарханова уже в 1927 году.
Театр возглавили Василий Фёдоров и пришедший из МХАТа 2-го Леонид Волков. Поставленный Фёдоровым спектакль «Норд-Ост» по пьесе Д. Щёглова (художник И. Шлепянов, балетмейстер Л. Лукин; премьера 20 декабря 1929 года), решённый в сугубо «американизированном» стиле, только усилил противоречия. Как борьба с реализмом была воспринята и постановка в 1930 году «Бравого солдата Швейка» по Я. Гашеку (реж. Л. А. Волков, Швейк — Н. С. Плотников). В этот тяжёлый для Реалистического театра период его возглавил в 1931 году недавний актёр Театра имени Вс. Мейерхольда Н. П. Охлопков. Труппа существенно обновилась — вместе с Охлопковым пришла группа мейерхольдовцев, одновременно часть актёров прежнего состава покинула театр. Новый руководитель сразу же объявил Реалистический театр «бывшим», что прямо указывалось на афише его первой постановки — инсценировки кинодраматурга Г. Павлюченко по повести В. Ставского «Разбег» (1932), спектакля, ставшего одной из заметных вех в истории театра.
Пьеса «Разбег» посвящена теме коллективизации на Кубани в период «великого перелома». Сценическая площадка была перенесена в середину зрительного зала и окружена несколькими дополнительными небольшими площадками, соединёнными лесенками и переходами (худ. Я. Штоффер), на которых вокруг зрителей и развивалось действие. Критики отмечали яркую достоверную игру исполнителей (А. А. Темерин, Половцев, А. Л. Абрикосов,Н. С. Плотников, П. М. Аржанов и др.), но считали ошибочными многие режиссёрские решения. Резко негативным было мнение руководства РАПП, придерживавшегося формалистических направлений, в противовес которому в поддержку спектакля высказались Вс. Вишневский и Д. Бедный. Спектакль вызвал значительный общественный интерес и ещё долго обсуждался в печати и на собраниях работников сцены, получая как положительные, так и отрицательные отзывы.
После премьеры «Разбега» театр получил новое имя — Театр Красной Пресни (официальное название — Московский государственный реалистический театр имени Красной Пресни), однако оно не прижилось и в скором времени к театру вернулось прежнее название Реалистического.
Последующие постановки театра — «Мать» по М. Горькому, «Железный поток» по А. Серафимовичу, «Аристократы» Н. Погодина вызывали обширную и в целом положительную критику. Особенным успехом пользовались поставленные в самом начале 1935 года «Аристократы», прошедшие к концу 1936 года более 500 раз (реж. Н. Охлопков, в ролях П. Аржанов, П. Гуров, В. Беленькая, А. Абрикосов, Н. Березовская, В. Новиков и др.). Спектакль был едва ли не самым значительным событием театральной жизни середины 30-х годов и одновременно самым парадоксальным — «спектакль-карнавал», по выражению Н. Охлопкова, рассказывал о перевоспитании трудом заключённых — строителей Беломорканала. Демьян Бедный писал: «Трудно равнодушно говорить об этом свежем, радостном, жизнеутверждающем представлении». «Аристократы» так понравились Бертольту Брехту, что и двадцать лет спустя, встретив в Москве Охлопкова, он призывал режиссёра возобновить постановку. Интерес подогревался и почти одновременной постановкой «Аристократов» в Театре им. Е. Вахтангова (реж. Б. Захава) и вышедшим в 1936 году фильмом «Заключённые» (реж. Е. Червяков). Фильму «повезло» меньше, чем спектаклю — почти сразу же он был снят с проката и вновь вышел на экраны только в 1956 году.
В 1936 году Н. Охлопков поставил «Отелло» У. Шекспира в переводе И. Аксёнова (в ролях П. Абрикосов, В. Янукова, П. Аржанов и др.). На этот раз сравнение с одновременной постановкой «Отелло» в Малом театре (реж. С. Радлов, в заглавной роли А. Остужев) было не в пользу спектакля Охлопкова, которого практически единогласно обвиняли в формализме и даже в искажении первоисточника. Критик Софья Нельс отмечала: «Шекспир искажён до такой степени, что совершенно выхолощена идейная глубина и сложная проблематика трагедии…». На собрании театральных работников Москвы в марте того же года Н. Охлопков признал свои ошибки, а критику справедливой.
В апреле 1937 года состоялась премьера инсценировки по повести Р. Роллана «Кола Брюньон» в переводе М. Лозинского (реж. Н. Охлопков, художник Б. Кноблок, в ролях В. Новиков, Е. Мельникова, В. Беленькая, П. Аржанов). Несмотря на приветственное письмо Роллана в адрес театра, критика оказалась скупой и недружелюбной.
Уже в мае 1937 года Н. Охлопков выпустил свой последний в Реалистическом театре спектакль «Мечта» по пьесе М. Водопьянова, полярного лётчика, участника спасения экипажа ледокола «Челюскин» (в ролях А. Абрикосов, В. Янукова, Е. Мельникова и др.). Автор не присутствовал на премьере: в этот самый день он осуществил свою мечту — посадил самолёт на Северном полюсе. Несмотря на «патриотический» сюжет и геройскую личность автора пьесы, отзывы в прессе были довольно сдержанными. Посвящённый тем же событиям спектакль Камерного театра по пьесе участника челюскинского похода писателя С. Семёнова «Не сдадимся!», поставленный А. Я. Таировым двумя годами раньше, был признан неудачным.
Неудачные постановки последних лет и кризисное состояние обоих театров стало одной из причин слияния в августе-сентябре 1937 года Реалистического театра с Камерным. Новый коллектив продолжил работу под названием «Московский государственный камерный театр», которое, по крайней мере формально, давало преимущество одной части труппы перед другой, а фактически подтверждало ликвидацию Реалистического театра. Художественным руководителем нового театра был назначен А. Я. Таиров, его заместителем Н. П. Охлопков. Однако совместная работа была недолгой. Слишком принципиальными были различия в творческих взглядах и традициях, обе части труппы практически продолжали существовать параллельно. Охлопков поставил здесь всего один спектакль — «Кочубей» (1938) по роману А. Первенцева о событиях времён гражданской войны. Несмотря на успех постановки, в октябре того же года Охлопков покинул Камерный театр, перейдя в Театр имени Евг. Вахтангова. Оставила театр и группа бывших «реалистов». Тем самым в судьбе Реалистического театра была поставлена окончательная точка. Камерный театр продержался ещё немногим более десяти лет.

## Значительные постановки
- 1929 — «Норд-Ост» Д. Щеглова (реж. В. Ф. Фёдоров)
- 1930 — «Бравый солдат Швейк» по Я. Гашеку (реж. Л. А. Волков)
- 1932 — «Разбег» на основе очерков В. П. Ставского (реж. Н. Охлопков)
- 1933 — «Мать» по М. Горькому (пост. Н. Охлопкова и П. В. Цетнеровича)
- 1934 — «Железный поток» по А. Серафимовичу (реж. Н. Охлопков)
- 1935 — «Аристократы» Н. Ф. Погодина (реж. Н. Охлопков)
- 1936 — «Отелло» У. Шекспира (реж. Н. Охлопков)
- 1937 — «Кола Брюньон» по Р. Роллану (реж. Н. Охлопков)
- 1937 — «Мечта» по пьесе М. Водопьянова (реж. Н. Охлопков)